# The Forme of Cury
The Forme of Cury (El método de cocción, cury del francés medio cuire: 'cocinar') es una extensa colección del siglo XIV de recetas inglesas medievales. Aunque el manuscrito original se ha perdido, el texto aparece en nueve manuscritos, el más famoso en forma de pergamino con una nota encabezada que lo cita como obra de "los principales cocineros maestros del Rey Ricardo II". El nombre The Forme of Cury se usa generalmente para la familia de recetas en lugar de sólo un texto manuscrito único. Es uno de los libros de cocina ingleses más antiguos que existen, y el primero conocido que menciona el aceite de oliva, las calabazas y las especias como la maza y el clavo.

## Contexto
La colección fue nombrada The Forme of Cury por Samuel Pegge, quien publicó una edición de uno de los manuscritos en 1780 para un fideicomisario del Museo Británico, Gustavus Brander. Es una de las guías de cocina medievales más conocidas. Es posible que The Forme of Cury se haya escrito en parte para competir con Le Viandier de Taillevent, un libro de cocina francés creado aproximadamente al mismo tiempo. Esto apoya la idea de que los banquetes eran un símbolo de poder y prestigio para los señores y reyes medievales.

## Contenido
En el preámbulo, los autores explican que las recetas están destinadas a enseñar a un cocinero cómo hacer tanto platos comunes como platos de banquete inusuales o extravagantes. También señalan que las recetas fueron escritas con el asesoramiento de los mejores expertos en medicina y filosofía.
The Forme of Cury es el primer libro de cocina inglés conocido que menciona algunos ingredientes como el clavo, el aceite de oliva, la maza y las calabazas. Muchas recetas contienen lo que entonces eran especias raras y valiosas, como nuez moscada, jengibre, pimienta, canela y cardamomo. Además de impartir sabor, muchas de las especias solicitadas se incluyeron específicamente para impartir un rico colorido a los platos terminados con el propósito de, como dice Pegge, "gratificar la vista". Hay un énfasis particular en los amarillos, rojos y verdes, pero también se usaron dorados y plateados en varias de las recetas. El amarillo se conseguía con azafrán o yema de huevo, el rojo con sándalo o alkanet, y el verde a menudo con perejil picado. Hay recetas para preparar muchos tipos de carne de animales, incluyendo ballena, grulla, zarapito, garza, foca y marsopa. Hay alrededor de diez recetas de verduras, incluida una para una ensalada de vinagreta, lo que indica una influencia de Portugal y España, ya que los cocineros franceses rara vez usaban verduras en ese momento. También hay varios platos de pasta, prueba de la influencia italiana.
Algunas recetas en The Forme of Cury parecen haber sido influenciadas por el Liber de Coquina, que tuvo contribuciones de la cocina árabe. Por ejemplo, la receta de mawmenee (ver ilustración) corresponde al árabe mamuniyya (un rico budín de sémola). El payn ragoun, parecido a una confitería, confirma la conexión con Sicilia (que había sido árabe, catalana y normanda), ya que utiliza la técnica árabe de cocción en almíbar de bolas blandas.

## Receta de muestra

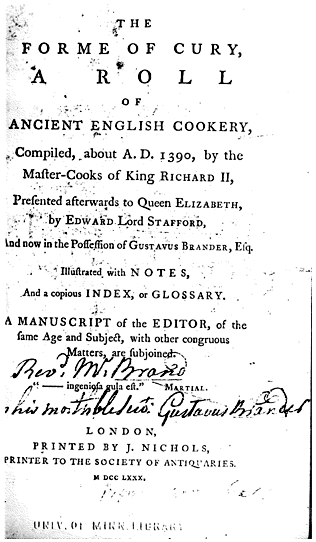
Portada de la versión de 1780 de Samuel Pegge, la primera edición impresa

La siguiente es una receta de la edición crítica moderna:
Sawse madame. Take sawge, persel, ysope and saueray, quinces and peeres, garlek and grapes, and fylle the gees þerwith; and sowe the hole þat no grece come out, and roost hem wel, and kepe the grece þat fallith þerof. Take galytyne and grece and do in a possynet. Whan the gees buth rosted ynouh, take hem of & smyte hem on pecys, and take þat þat is withinne and do it in a possynet and put þerinne wyne, if it be to thyk; do þerto powdour of galyngale, powdour douce, and salt and boyle the sawse, and dresse þe gees in disshes & lay þe sowe onoward.
En inglés moderno:
Sauce Madame. Take sage, parsley, hyssop and savory, quinces and pears, garlic and grapes, and stuff the geese with them, and sew the hole so that no dripping comes out, and roast them well and keep the dripping that falls from them. Take the gelatin and dripping and place in a cooking-pot. When the geese are roasted enough, take them off and chop them in pieces, and take what is within and put it in a cooking-pot and put in wine if it is too thick. Add to it powder of galangal, powder-douce and salt, and boil the sauce and dress the geese in dishes and lay the sauce on.
En español:
Salsa señora. Tomad salvia, perejil, hisopo y ajedrea, membrillos y peras, ajo y uvas, y rellenad con ellos las ocas, y cosedles el hueco para que no salga ninguna gota, y asadlas bien y guardad los jugos que de ellas cayeren. Tome la gelatina y los jugos colóquelos en una olla. Cuando los gansos estén lo suficientemente asados, sácalos y córtalos en pedazos, y toma lo que está dentro y ponlo en una olla y échalo en vino si está demasiado espeso. Añádele polvo de galanga, polvo-dulce y sal, hierve la salsa y aliña los gansos en platos, y pon la salsa.

## Recreaciones modernas
El Café at the Rylands, en la Biblioteca John Rylands de Manchester, donde se guarda el manuscrito, cocinó Tart en Ymber Day, Compast, Payn Puff, Frumenty y Gingerbrede, acompañado de Piment (vino especiado), para invitados en 2009.